# Still Blowin'
Still Blowin' — п'ятнадцятий студійний альбом американського репера Too Short, виданий Dangerous Music, власним лейблом виконавця, 6 квітня 2010 р.. У записі платівки взяли участь Birdman, Jazze Pha та ін.
Альбом випустили лише як завантаження музики. Lil Jon мав стати запрошеним гостем на релізі, проте цього не сталося. Натомість платівка містить продакшн від нього. Альбом посів 70-ту сходинку чарту Top R&B/Hip-Hop Albums, в якому реліз пробув лише один тиждень.

## Список пісень
| #   | Назва                                              | Продюсер           | Тривалість |
| --- | -------------------------------------------------- | ------------------ | ---------- |
| 1.  | «Maggot Brain» (з участю Silk E)                   |                    | 3:52       |
| 2.  | «I'm Gone»                                         |                    | 3:54       |
| 3.  | «I Want That»                                      |                    | 2:57       |
| 4.  | «Fed Up» (з участю Kool Ace)                       |                    | 3:35       |
| 5.  | «Player Card» (з участю Shanell)                   |                    | 4:37       |
| 6.  | «Still Blowin'»                                    | Too Short          | 4:15       |
| 7.  | «All for Love» (з участю Town Bizness)             |                    | 3:24       |
| 8.  | «I'm a Pimp» (з участю Earl Hayes)                 |                    | 3:43       |
| 9.  | «Checking My Hoes» (з участю Birdman та Jazze Pha) | Jazze Pha          | 4:10       |
| 10. | «Lil' Shorty»                                      |                    | 3:28       |
| 11. | «International Player»                             |                    | 3:14       |
| 12. | «Porno Bitch»                                      | Vincent «VT» Tolan | 3:37       |

## Чартові позиції
| Чарт                      | Найвища позиція |
| ------------------------- | --------------- |
| US Top R&B/Hip-Hop Albums | 70              |